# Thập niên 820
Thập niên 820 hay thập kỷ 820 chỉ đến những năm từ 820 đến 829.